# Сарталка
Сарталка — река в России, протекает в Красногвардейском и Грачёвском районе Оренбургской области. Устье реки находится в 115 км по правому берегу реки Ток, около деревни Карьяпово. Длина реки составляет 13 км. Площадь водосборного бассейна — 84,5 км². Есть правый приток — река Шишкиля.

## Данные водного реестра
По данным государственного водного реестра России относится к Нижневолжскому бассейновому округу, водохозяйственный участок реки — Самара от Сорочинского гидроузла до водомерного поста у села Елшанка. Речной бассейн реки — Волга от верховий Куйбышевского вдхр. до впадения в Каспий.
Код объекта в государственном водном реестре — 11010001012112100007089.